# دهستان ماهرو
ماهرو، دهستانی است از توابع بخش زز و ماهرو شهرستان الیگودرز در استان لرستان ایران.

## جمعیت
براساس سرشماری سال ۱۳۸۵ جمعیت آن ۲٬۰۲۳ نفر (۳۴۴ خانوار) بوده‌است.